# Camí de la Serra Pelada
El Camí de la Serra Pelada és una pista forestal del terme municipal de Granera, a la comarca del Moianès.

El Camí de la Serra Pelada respecte del terme de Granera

El camí arrenca del costat de ponent de la masia de l'Agulló, a l'extrem nord-oest de la Quintana de l'Agulló, des d'on marxa cap al nord-oest, però aviat, fent giragonses, emprèn cap al nord. Fa tota la volta pel nord-oest a l'Horta de l'Agulló, i, girant cap a llevant, puja a la Serra Pelada, on acaba.